# Річківська сільська територіальна громада
Річківська сільська територіальна громада — територіальна громада в Україні, у Сумському районі Сумської області. Адміністративний центр — село Річки.
Площа громади — 228,9 км², населення — 4266 осіб (2021). До громади входить 17 населених пунктів.

## Історія
До 2019 року Річківській сільській раді підпорядковувалися села Річки і Баїха, що входили до Білопільського району Сумської області.
У 2018–2019 роках була утворена Річківська сільська об'єднана територіальна громада шляхом об'єднання Річківської, Вирівської, Горобівської і Коршачинської сільських рад Білопільского району.
У 2020 році Річківська сільська територіальна громада була перезатверджена у тому самому складі і включена до складу Сумського району.

### Утворення об'єднаної територіальної громади

#### Перша спроба
4 та 5 вересня 2016 року Горобівська, Іскрисківщинська, Коршачинська, Ободівська, Павлівська, Рижівська і Річківська сільські ради Білопільського району ухвалили рішення про добровільне об'єднання в Річківську сільську територіальну громаду з адміністративним центром у селі Річки.
7 жовтня 2016 року Центральна виборча комісія призначила у громаді перші вибори на 18 грудня 2016 року.
10 листопада 2016 року за позовом мешканки Павлівської сільради постановою Білопільського районного суду Сумської області визнано незаконним та скасовано рішення 11-ї сесії VII скликання Павлівської сільської ради Білопільського району Сумської області від 25 серпня 2016 року «Про схвалення проєкту рішення сільської ради „Про добровільне об'єднання територіальних громад“».
23 листопада Річківська територіальна виборча комісія остаточно припинила роботу, а вже 24 листопада сільські ради, що об'єдналися, скасували свої рішення про добровільне об'єднання.
Перші вибори у громаді, призначені на 18 грудня, не відбулися, тому Річківська сільська виборча комісія постановою від 5 січня 2017 року № 10 призначила повторні вибори голови та депутатів Річківської сільської ради Річківської сільської об'єднаної територіальної громади Білопільського району Сумської області на 5 березня 2017 року. Постановою Білопільського районного суду від 11 січня 2017 року ця постанова визнана незаконною та скасована.

#### Друга спроба
14, 18 і 19 червня 2018 року Вирівська, Горобівська, Коршачинська і Річківська сільські ради Білопільського району ухвалили рішення про добровільне об'єднання в Річківську сільську територіальну громаду з адміністративним центром у селі Річки. Таким чином, об'єднана територіальна громада була утворена в іншому складі ніж під час попередньої спроби.
12 жовтня 2018 року Центральна виборча комісія призначила у громаді перші вибори на 23 грудня 2018 року, однак вибори знову не відбулися, цього разу через введення воєнного стану.
Зрештою перші місцеві вибори у громаді відбулися 30 червня 2019 року.

### Затвердження у 2020 році
12 червня 2020 року Річківська територіальна громада була затверджена у тому самому складі, що і Річківська об'єднана територіальна громада.
19 липня громаду було включено до складу новоутвореного Сумського району Сумської області.
25 жовтня пройшли перші вибори до нової Річківської сільської ради.

## Населені пункти
До складу громади входить 17 населених пунктів — 1 селище (Амбари) і 16 сіл: Баїха, Барило, Безсокирне, Білани, Біловишневе, Вири, Головачі, Горобівка, Зарічне, Зелене, Кравченкове, Коршачина, Максимівщина, Омельченки, Річки та Синяк.

## Див.також
Обстріли Річківської сільської громади